# Советская Гаван
Сове́тская Га́ван (на руски: Советская Гавань; букв. – Съветско пристанище) е град в Хабаровски край, Русия. Има излаз на Татарския проток. Административен център е на Советско-Гавански район. Към 2016 г. населението на града е 25 147 души.

## История
Първото заселване датира от 1853 г., когато Генадий Невелски създава тук военен пост. За началник на поста е избран Николай Бошняк. До 1856 г. заселението носи името Константиновски пост, по името на княз Константин Николаевич. След това е преименувано на Императорская гаван. По-късно постът бива наводнен и изоставен. В края на 19 век тук е построен фар, един от най-старите на Тихоокеанското крайбрежие на Русия. През 1922 г. селището е преименувано на Советская Гаван, а през 1930 г. получава статут на селище от градски тип. През 1941 г. получава статут на град.

## Население
| 1931   | 1939   | 1959   | 1967   | 1970   | 1979   | 1989   |
| ------ | ------ | ------ | ------ | ------ | ------ | ------ |
| 4000   | 11 900 | 37 414 | 26 000 | 28 455 | 28 992 | 34 915 |
| 1992   | 1996   | 1998   | 2000   | 2003   | 2005   | 2007   |
| 35 500 | 33 600 | 32 200 | 30 900 | 30 500 | 29 800 | 29 400 |
| 2009   | 2011   | 2012   | 2013   | 2014   | 2015   | 2016   |
| 28 739 | 27 671 | 27 145 | 26 642 | 26 174 | 25 763 | 25 147 |

## Климат
Советская Гаван е разположен в зона на влажен умерен климат, със студена зима и прохладно лято. Най-ниската измерена температура е -40 °C, а най-високата е 35,8 °C. Средната годишна температура е 0,9 °C, а средното количество годишни валежи е около 747,6 mm.
| Климатични данни за Советская Гаван   | Климатични данни за Советская Гаван | Климатични данни за Советская Гаван | Климатични данни за Советская Гаван | Климатични данни за Советская Гаван | Климатични данни за Советская Гаван | Климатични данни за Советская Гаван | Климатични данни за Советская Гаван | Климатични данни за Советская Гаван | Климатични данни за Советская Гаван | Климатични данни за Советская Гаван | Климатични данни за Советская Гаван | Климатични данни за Советская Гаван | Климатични данни за Советская Гаван |
| Месеци                                | яну.                                | фев.                                | март                                | апр.                                | май                                 | юни                                 | юли                                 | авг.                                | сеп.                                | окт.                                | ное.                                | дек.                                | Годишно                             |
| Абсолютни максимални температури (°C) | 2,6                                 | 12,2                                | 18,9                                | 25,1                                | 31,8                                | 35,1                                | 34,2                                | 35,8                                | 30,2                                | 26,8                                | 16,5                                | 9,4                                 | 35,8                                |
| Средни максимални температури (°C)    | −11,4                               | −8,3                                | −1,8                                | 5,6                                 | 11,6                                | 16,8                                | 20,5                                | 21,9                                | 18,2                                | 10,9                                | 0,0                                 | −8,7                                | 6,4                                 |
| Средни температури (°C)               | −17                                 | −14,3                               | −7,4                                | 0,5                                 | 5,6                                 | 10,5                                | 14,7                                | 16,7                                | 12,7                                | 5,3                                 | −5                                  | −13,8                               | 0,9                                 |
| Средни минимални температури (°C)     | −22,2                               | −20,1                               | −12,9                               | −3,5                                | 1,5                                 | 6,2                                 | 10,7                                | 12,9                                | 8,4                                 | 1,0                                 | −9,3                                | −18,3                               | −3,6                                |
| Абсолютни минимални температури (°C)  | −40                                 | −38,6                               | −30,3                               | −26,4                               | −9,5                                | −3                                  | 5,3                                 | 4,0                                 | −1,7                                | −14,7                               | −31,3                               | −38,4                               | −40                                 |
| Средни месечни валежи (mm)            | 19,9                                | 20,7                                | 42,9                                | 47,5                                | 73,9                                | 70,1                                | 82,1                                | 109,6                               | 117,2                               | 87,7                                | 43,4                                | 32,7                                | 747,6                               |
| ------------------------------------- | ----------------------------------- | ----------------------------------- | ----------------------------------- | ----------------------------------- | ----------------------------------- | ----------------------------------- | ----------------------------------- | ----------------------------------- | ----------------------------------- | ----------------------------------- | ----------------------------------- | ----------------------------------- | ----------------------------------- |
| Източник: Climatebase.ru              |                                     |                                     |                                     |                                     |                                     |                                     |                                     |                                     |                                     |                                     |                                     |                                     |                                     |

## Икономика
Икономиката на града е изградена основно от ремонтът на плавателни съдове и риболов. Пристанището на града също играе важна икономическа роля, макар че след разпадането на СССР тя намалява многократно. Градът разполага също така с летище. Към 2016 г. има планове за построяване на нова ТЕЦ, която да обезпечава нуждите за електроенергия на Советская Гаван и региона, тъй като сегашната ТЕЦ вече не е достатъчно мощна и е амортизирала.

## Въоръжени сили
В пристанището на града е разположена второстепенна военноморска база на Тихоокеанския флот на руския Военноморски флот, в която е базиран 38-и Отделен дивизион кораби за охрана на водния район (съставен от два малки противолодъчни кораба и три миночистача). Освен това недалеч от града, в бухтата е изоставен единственият и недостроен поради разпада на Съюза съветски тежък атомен авионосен крайцер „Ульяновск“.

## Побратимени градове
- Евърет, Вашингтон, САЩ

## Галерия
- Площадът на победата.
- Автобус в града.
- Главната улица на града.
- Летището на Советская Гаван – „Май Гатка“.
- Докове на кораборемонтния завод в Советская Гаван.
- Строителството на Майската ТЕЦ през 1930-те, близо до Советская Гаван.